# 케로로 더 무비: 기적의 사차원섬
초극장판 케로로 중사 5기 : 탄생! 궁극 케로로 기적의 시공섬입니다!! (일본어: 超劇場版ケロロ軍曹 誕生!究極ケロロ 奇跡の時空島であります!! , Keroro Gunso the Super Movie 5: Creation! Ultimate Keroro, Wonder Space-Time Island)은 요시자키 미네의 동명만화 원작 케로로 중사의 다섯 번째 극장판 애니메이션이다. 2010년 4월 29일 개봉되었다.

## 줄거리
어느 날 후유키(우주)에게 도착한 케로로와 쏙 닮은 기묘한 석상. 그 비밀을 풀기 위해 케로로와 후유키(우주)의 대 모험이 시작된다! 머나먼 퍼렁별(지구) 반대편, 신비로 가득 찬 절해의 고도 “이스터 섬”그 곳에 도착한 케로로 소대와 친구들 앞에 나타난 것은 유쾌한 정령”마나”와 신기한 쌍둥이 “이오”와”라나”그리고 긴 잠에서 부활한 전설의 악령 “아쿠아쿠”과연 케로로의 모양을 한 석상의 정체는? 그리고 “최강의 전사”의 정체는…? 시리즈 최대의 강적과의 대격돌!